# Mésite variée
Mesitornis variegatus
Espèce
Statut de conservation UICN

 VU A2cd+3cd+4cd;B1ab(i,ii,iii,v) : Vulnérable
La Mésite variée (Mesitornis variegatus) est une espèce d'oiseaux de la famille des Mesitornithidae.

## Répartition
Cet oiseau est endémique de Madagascar.